# 1974-es Formula–1 holland nagydíj
A holland nagydíj volt az 1974-es Formula–1 világbajnokság nyolcadik futama.

## Futam
Hollandiában Lauda megszerezte negyedik pole-ját Regazzoni, Fittipaldi és Hailwood előtt. Lauda a rajttól kezdve vezette a versenyt, míg Hailwood feljött másodiknak. Regazzoni két körrel később visszavette a második helyet, Hailwood McLarenjét ezután Depailler és Fittipaldi is megelőzte. Lauda győzött Regazzoni előtt, Fittipaldi pedig harmadik lett, miután megelőzte a túlkormányzott autójával küzdő Depailler-t.
| Helyezés | #  | Versenyző            | Csapat/Motor      | Körök | Idő/Kiesés oka    | Rajthely | Pontszám |
| -------- | -- | -------------------- | ----------------- | ----- | ----------------- | -------- | -------- |
| 1        | 12 | Niki Lauda           | Ferrari           | 75    | 1:43:00,35        | 1        | 9        |
| 2        | 11 | Clay Regazzoni       | Ferrari           | 75    | + 8,25            | 2        | 6        |
| 3        | 5  | Emerson Fittipaldi   | McLaren-Ford      | 75    | + 30,27           | 3        | 4        |
| 4        | 33 | Mike Hailwood        | McLaren-Ford      | 75    | + 31,29           | 4        | 3        |
| 5        | 3  | Jody Scheckter       | Tyrrell-Ford      | 75    | + 34,28           | 5        | 2        |
| 6        | 4  | Patrick Depailler    | Tyrrell-Ford      | 75    | + 51,52           | 8        | 1        |
| 7        | 28 | John Watson          | Brabham-Ford      | 75    | + 1:13,95         | 13       |          |
| 8        | 1  | Ronnie Peterson      | Lotus-Ford        | 73    | + 2 kör           | 10       |          |
| 9        | 8  | Rikky von Opel       | Brabham-Ford      | 73    | + 2 kör           | 23       |          |
| 10       | 10 | Vittorio Brambilla   | March-Ford        | 72    | + 3 kör           | 15       |          |
| 11       | 2  | Jacky Ickx           | Lotus-Ford        | 71    | + 4 kör           | 18       |          |
| 12       | 7  | Carlos Reutemann     | Brabham-Ford      | 71    | + 4 kör           | 12       |          |
| Kizárva  | 22 | Vern Schuppan        | Ensign-Ford       | 69    | Kizárva           | 17       |          |
| Kiesett  | 6  | Denny Hulme          | McLaren-Ford      | 65    | Gyújtás           | 9        |          |
| Kiesett  | 37 | François Migault     | BRM               | 60    | Váltó             | 25       |          |
| Kiesett  | 20 | Arturo Merzario      | Iso Marlboro-Ford | 54    | Váltó             | 21       |          |
| Kiesett  | 27 | Guy Edwards          | Lola-Ford         | 36    | Üzemanyagrendszer | 14       |          |
| Kiesett  | 17 | Jean-Pierre Jarier   | Shadow-Ford       | 28    | Kuplung           | 7        |          |
| Kiesett  | 14 | Jean-Pierre Beltoise | BRM               | 18    | Váltó             | 16       |          |
| Kiesett  | 26 | Graham Hill          | Lola-Ford         | 16    | Váltó             | 19       |          |
| Kiesett  | 15 | Henri Pescarolo      | BRM               | 15    | Meghajtás         | 24       |          |
| Kiesett  | 19 | Jochen Mass          | Surtees-Ford      | 8     | Erőátvitel        | 20       |          |
| Kiesett  | 24 | James Hunt           | Hesketh-Ford      | 2     | Ütközés           | 6        |          |
| Kiesett  | 16 | Tom Pryce            | Shadow-Ford       | 0     | Ütközés           | 11       |          |
| Kiesett  | 9  | Hans-Joachim Stuck   | March-Ford        | 0     | Baleset           | 22       |          |
| NK       | 23 | Tim Schenken         | Trojan-Ford       |       |                   |          |          |
| NK       | 21 | Gijs van Lennep      | Iso Marlboro-Ford |       |                   |          |          |

## Statisztikák
Vezető helyen:
- Niki Lauda: 75 (1-75)

Niki Lauda 2. győzelme, 4. pole-pozíciója, Ronnie Peterson 4. leggyorsabb köre.
- Ferrari 51. győzelme.